# Shota Hayashi
Shota Hayashi (林 祥太 Hayashi Shota?), född 24 februari 1995 i Kyoto prefektur, är en japansk fotbollsspelare.
Hayashi började sin karriär 2017 i Roasso Kumamoto. Han spelade 19 ligamatcher för klubben.